# Азорска струја
Азорска струја је огранак Голфске струје који се одваја код истоимених острва. Креће се према истоку као топла морска струја и недалеко од југоисточне обале Азора, у суптропским пределима, прелази у хладну Канарску струју. Широка је 150 километара, а дубока је око 1.000 метара.